# Drumguish
Drumguish, schottisch-gälisch: Druim Ghiuthais, ist ein Dorf in der schottischen Council Area Highland. Es liegt in der traditionellen Grafschaft Inverness-shire etwa einen Kilometer südlich des Flusses Spey, 35 km südsüdöstlich von Inverness und 80 km nordwestlich von Dundee. Etwa drei Kilometer nördlich verläuft die A9, die Edinburgh mit Thurso verbindet.
Drumguish liegt an der Grenze der bedeutenden Whiskyregion Speyside. Seit 1990 befindet sich mit The Speyside auch eine Whiskybrennerei nahe Drumguish.

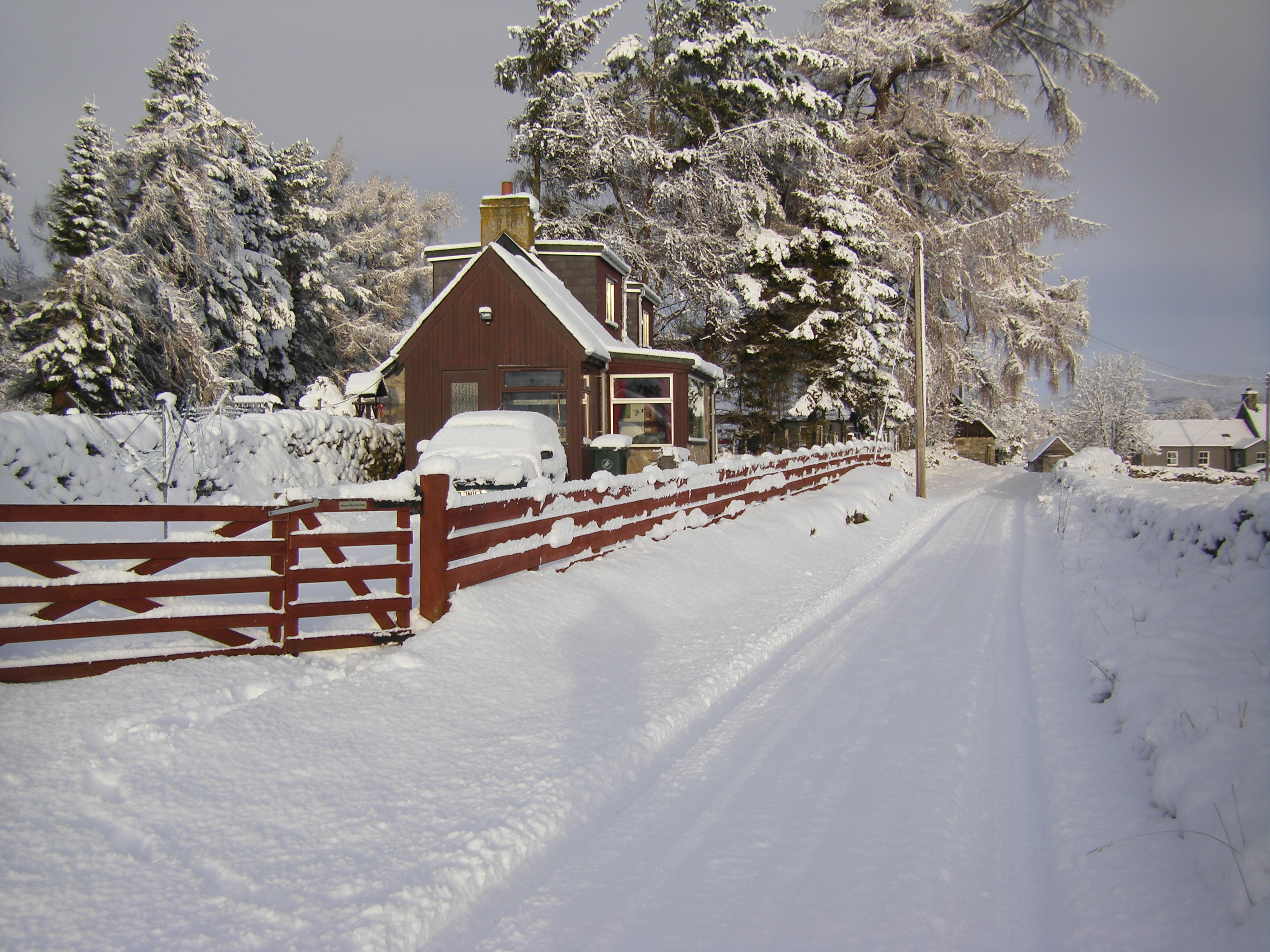
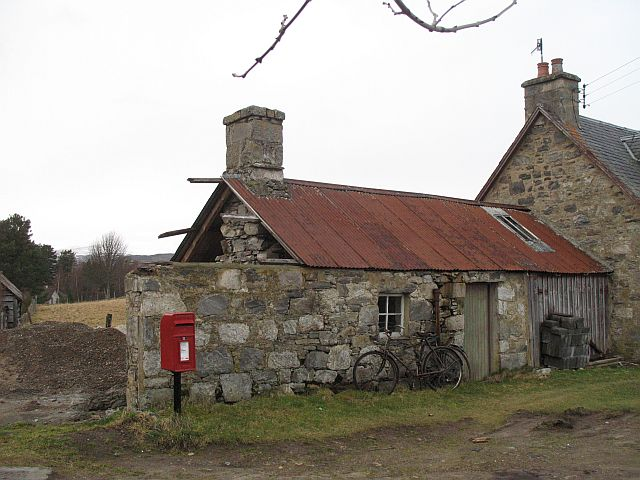